# Scheldevelde
De naam Scheldevelde is in zijn verschillende etymologische vormen een geografisch gebied gelegen langs een oude Romeinse heirbaan gelegen tussen Destelbergen en Brakel als aftakking van de belangrijke heirbaan die van Bavay over Velzeke naar Colijnsplaat liep. 
Langs weerszijden van deze baan waren heiden en bossen gelegen, waarvan er één in de 9e eeuw met de naam Sceldehelt wordt aangeduid.
Het was een restant van het zogenaamde Scadeholt of Scheldeholt, het Karolingische koningswoud dat zich in de 9e eeuw uitstrekte van Gent tot Sint-Eloois-Vijve en nadien, onder impuls van de ontginningen, degenereerde tot een wastine. Ook de Hospicebossen gelegen in Nazareth zijn nog een restant van dit woud.   
Het is in dit gebied, dat sinds de 7e eeuw toebehoorde aan de Sint-Pietersabdij van Gent, dat de paters Benedictijnen in 1259 beslisten om een pachthof te laten bouwen.
Op het einde van de 13e eeuw was Scheldevelde veruit het grootste pachthof in de streek tussen Gent en Oudenaarde, waardoor het van grote waarde was. De abt van de Sint-Pietersabdij schonk het  in cijns aan Willem II van Vlaanderen, kleinzoon van Gwijde van Dampierre, ter gelegenheid van diens huwelijk met Beatrix van Brabant, dochter van de hertog van Brabant.
Het domein met inmiddels versterkte hoeve met omliggende landerijen bleef in handen van de Sint-Pietersabdij tot aan de gedwongen openbare verkoop in 1797 als gevolg van de confiscatie tijdens de Franse overheersing.
In de tweede helft van de 18e eeuw werd op de plaats van de boerderij een landhuis gebouwd, het latere Kasteel Scheldevelde.
De laatste private eigenaar was Zoë De Potter, echtgenote van Alfons Borluut, die het bij haar testament gedicteerd ten overstaan van notaris Van Acker op 4 juni 1858, legateerde aan aan het Bureau van Weldadigheid (de voorloper van het OCMW) van Nazareth.